# Agrypnus
Agrypnus är ett släkte av skalbaggar som beskrevs av Johann Friedrich von Eschscholtz 1829. Agrypnus ingår i familjen knäppare.
Släktet innehåller bara arten Agrypnus murinus.

## Bildgalleri

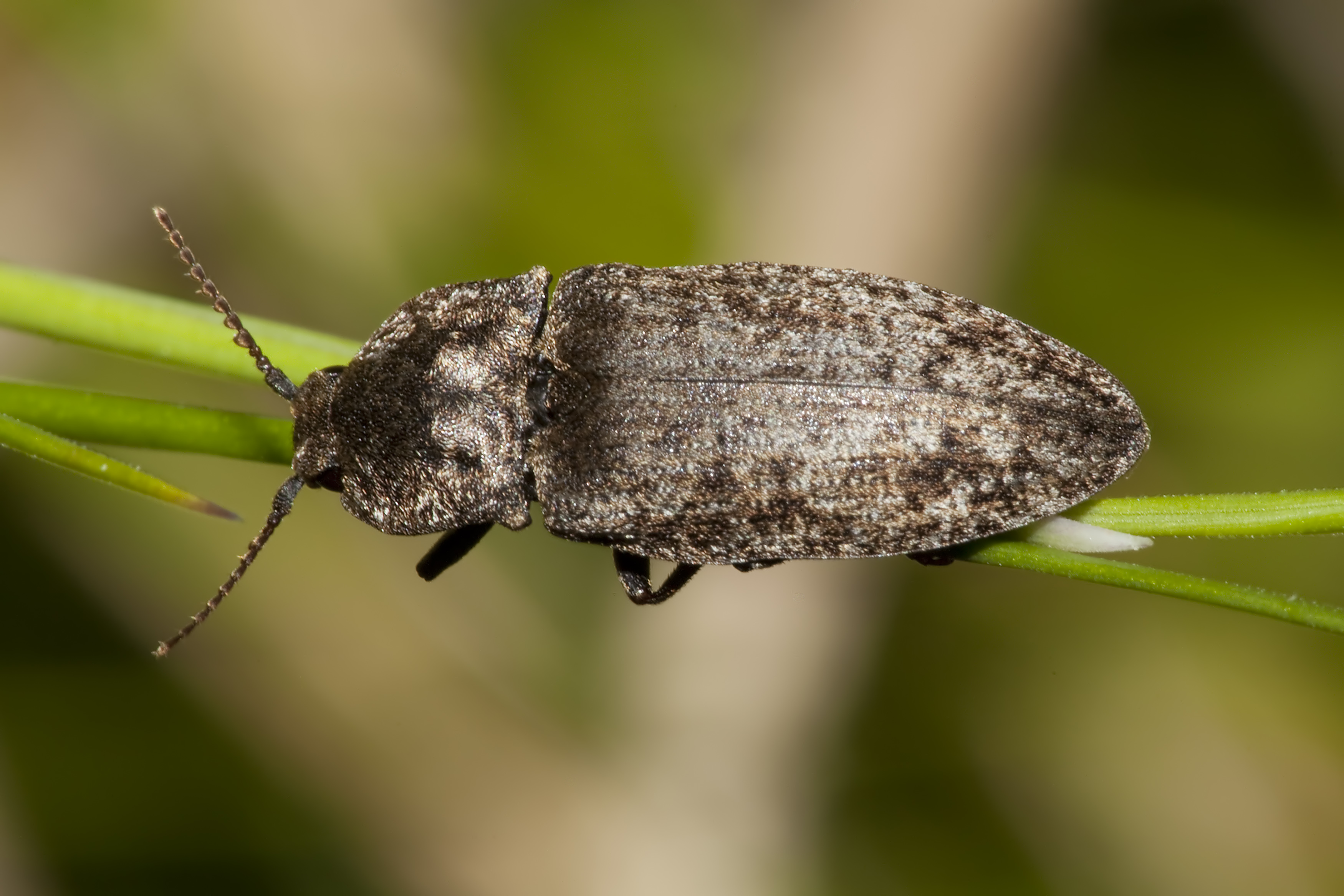
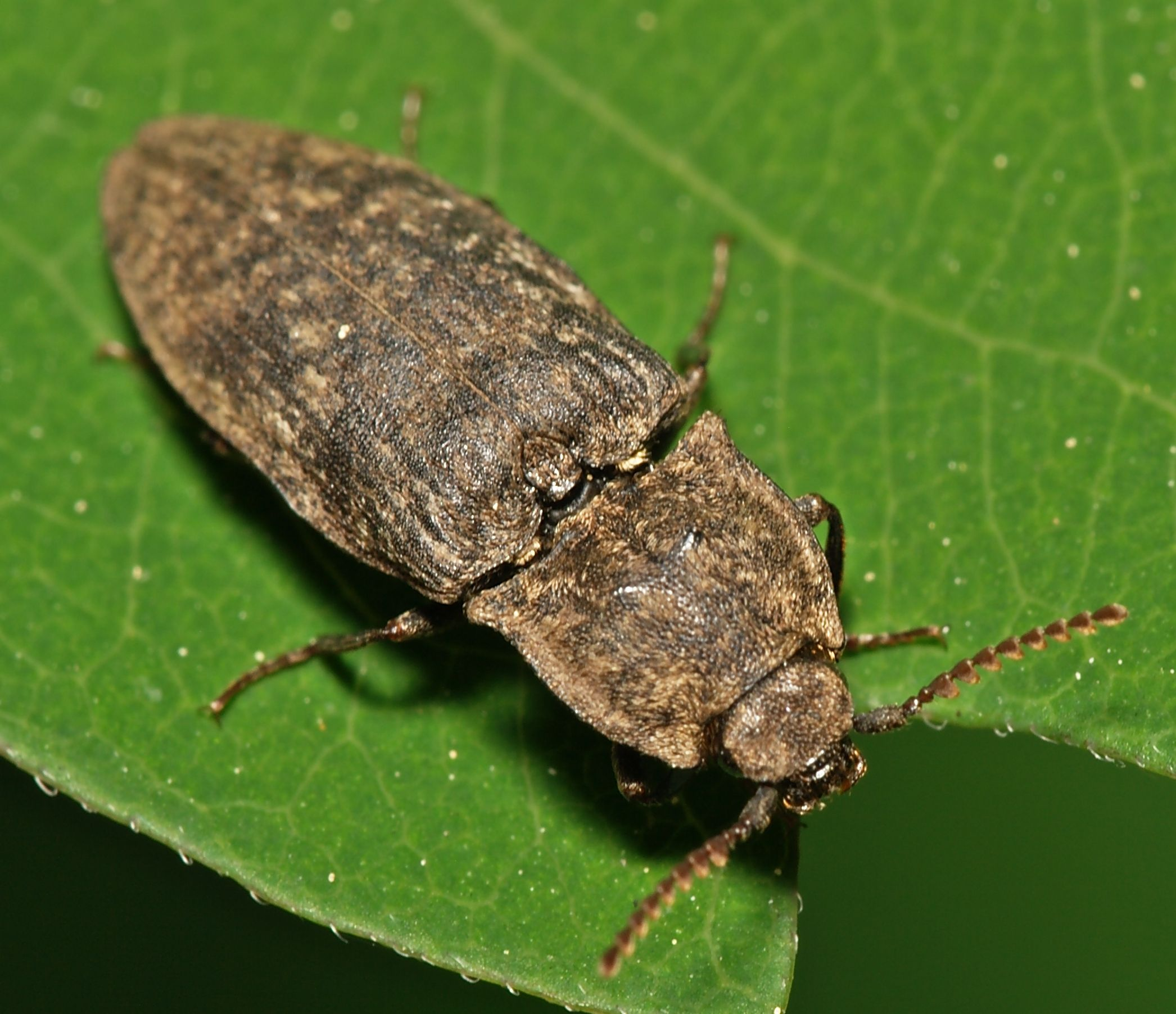
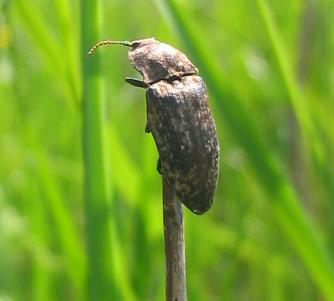